# Stazione di Montagnana
Stazione di Montagnana vasútállomás Olaszországban, Veneto régióban, Montagnana településen.

## Vasútvonalak
Az állomást az alábbi vasútvonalak érintik:
- Mantova-Monselice-vasútvonal

## Kapcsolódó állomások
A vasútállomáshoz az alábbi állomások vannak a legközelebb: 
- Stazione di Saletto
- Stazione di Bevilacqua